# Gnathia samariensis
Gnathia samariensis är en kräftdjursart som beskrevs av Mueller 1988. Gnathia samariensis ingår i släktet Gnathia och familjen Gnathiidae. Inga underarter finns listade i Catalogue of Life.